# الکساندر توماشویچ
الکساندر توماشویچ (انگلیسی: Aleksandar Tomašević؛ ۱۹ نوامبر ۱۹۰۸ – ۲۱ فوریهٔ ۱۹۸۸) بازیکن فوتبال اهل یوگسلاوی بود.
از باشگاه‌هایی که در آن بازی کرده‌است می‌توان به اشاره کرد.
وی همچنین در تیم ملی فوتبال یوگسلاوی بازی کرده‌است.